# Chương trình Nghiên cứu Khí hậu Thế giới
Chương trình Nghiên cứu Khí hậu Thế giới, viết tắt theo tiếng Anh là WCRP (World Climate Research Programme) là một tổ chức phi chính phủ, phi lợi nhuận quốc tế hoạt động trong lĩnh vực quan trắc khí hâu.
WCRP thành lập năm 1980 dưới sự bảo trợ chung của Hội đồng Khoa học Quốc tế (ISC, trước đây là ICSU) và Tổ chức Khí tượng Thế giới (WMO), và sau đó được tài trợ bởi Ủy ban Hải dương học Liên chính phủ của UNESCO từ năm 1993.
WCRP là một thành phần của Chương trình Khí hậu Thế giới (World Climate Programme).

## Mục tiêu
Mục tiêu của chương trình là phát triển sự hiểu biết về khoa học cơ bản của hệ thống khí hậu và quá trình khí hậu cần thiết để xác định những gì khí hậu ở mức độ có thể được dự đoán và mức độ ảnh hưởng của con người đối với khí hậu.
Chương trình bao gồm các nghiên cứu về khí quyển toàn cầu, đại dương, băng biển, nước đá đất (như sông băng, núi băng và lớp băng), và bề mặt đất mà cùng nhau tạo thành hệ thống khí hậu vật chất của Trái Đất.

## Tổ chức
WCRP có Hội đồng Khoa học (Joint Scientific Committee, JSC) điều hành, gồm 18 nhà khoa học được lựa chọn theo thỏa thuận chung giữa ba tổ chức tài trợ và đại diện các ngành liên quan đến khí hậu trong khoa học khí quyển, đại dương, thủy văn và băng hà học.